# Jakub Ataman
Jakub Ataman (ur. 13 czerwca 1969 w Łańcucie) – polski malarz.

## Życiorys
Ukończył Państwowe Liceum Sztuk Plastycznych w Rzeszowie. Studia na Akademii Sztuk Pięknych we Wrocławiu. Dyplom z malarstwa w pracowni prof. Aleksandra Dymitrowicza.

## Twórczość
Uprawia malarstwo sztalugowe. Nawiązuje do emotywnego nurtu malarstwa abstrakcyjnego. Poza tradycyjnymi materiałami malarskimi stosuje inne tworzywa o bogatej fakturze jako substytut farby.
Koncepcja Jakuba Atamana zwyciężyła w konkursie na projekt pomnika Sybiraków w Rzeszowie, który został rozstrzygnięty 17 czerwca 2011.
Pomnik Sybiraków został odsłonięty 17 września 2014 w Światowym Dniu Sybiraka.
Jest autorem herbu Chyloni – dzielnicy Gdyni.
Brał udział w wystawach we Wrocławiu, Legnicy, Cieszynie, Gdyni, Rzeszowie, Zakopanem, Szymbarku.